# 반다이 비주얼
반다이 비주얼(일본어: バンダイビジュアル, 영어: Bandai Visual)은 반다이 남코 필름웍스의 비디오 레이블이다.
원래는 반다이 비주얼 주식회사(일본어: バンダイビジュアル株式会社, 영어: Bandai Visual Co., Ltd.)라는 이름의 반다이 남코 그룹의 영상 컨텐츠 등을 담당하는 주식회사였으나 2018년 3월에 합병했다.

## 개요
주로 애니메이션 제작으로 많이 알려져 있지만, 키타노 타케시, 오시이 마모루 감독의 실사 작품도 발매하였다.
또한, 《울트라 시리즈》나 《건담 시리즈》의 비디오를 발매하는 것으로도 유명하다.
1983년 12월 세계 최초의 OVA(오리지널 비디오 애니메이션) 《달로스》를 발매하였다.

## 연혁
- 1982년 반다이 이모션 비디오과 설립.
- 1983년 8월 23일 영상 패키지 소프트의 판매를 목적으로 하는 AE기획(Account Exective Planing) 설립, 반다이의 영상 소프트 판매 대리점이 됨.
- 1983년 11월 비디오테이프 발매 개시
- 1983년 12월 본사를 롯본기로 이전, 세계 최초의 OVA 《달로스》를 비디오테이프로 발매
- 1984년 반다이 이모션 비디오과가 네트워크 프런티어 사업부로 해서 분사화. 레이저 디스크(LD) 발매 개시.
- 1987년 반다이가 월트 디즈니 컴퍼니와 영상 소프트 판매 계약을 맺음(1989년에 계약 종료).
- 1988년 네트워크 프론티어 사업부를 반다이가 흡수하여, 반다이 미디어 사업부 발족.
- 1989년 AE기획이 반다이 비주얼 판매로 회사명을 변경. 메모리얼 박스[1] 발매 개시.
- 1991년 반다이 비주얼 판매가 반다이 비주얼로 회사명을 변경.
- 1992년 반다이 미디어 사업부의 영상 소프트 사업을 반다이 비주얼에 통합, 이로 인해 기획, 제작, 발매, 판매가 일체화됨.
- 1996년 《공각기동대 GHOST IN THE SHELL》(이시이 마모루 감독) 빌보드 잡지, 전미 셀 비디오 차트 1위 달성.
- 1997년 7월 도쿄 도 스기나미구에 디지털 엔진 연구소를 설치. 디지털 다용도 디스크(DVD) 발매 개시.
- 1998년 3월 《플란다스의 개》외, 명작 시리즈의 DVD판을 발매.
- 2001년 11월 자스닥 시장 상장. 자본금 21억 8,250만엔
- 2003년 1월 이모션 뮤직을 자회사화.
- 2003년 9월 (주) 반다이 채널을 통해서 브로드밴드 영상제공 시작.
- 2003년 12월 도쿄 증권거래소 시장 제2부 상장
- 2004년 3월 《기동전사 건담 SEED》의 DVD·비디오테이프의 누계 출하수가 130만개 돌파.
- 2005년 미국 캘리포니아주에 〈BANDAI VISUAL USA INC.〉설립. 이 이전에는 북미향 반다이 비주얼의 발매 작품을 현지 법인의 반다이 엔터테인먼트에서 발매하고 있었다.
- 2006년 2월 1일 도쿄증권 제 1 부 상장.
- 2006년 2월 6일 란티스와의 업무 제휴 발표.
- 2006년 3월 1일 이모션 뮤직의 상호를 이모션으로 변경, 오기쿠보 스튜디오 운영 업무 및 출판계 사업을 동사에 양도.
- 2006년 5월 1일 (주) 란티스를 자회사화.
- 2006년 7월(주) 아니메 채널을 자회사화
- 2007년 7월 Blu-ray Disc 발매 개시
- 2007년 11월 8일 반다이 남코 홀딩스가 완전 자회사화를 목표로 하여 주식 공개 구매(TOB) 개시.
- 2007년 12월 17일 반다이 남코 홀딩스에 의한 TOB 성립.
- 2008년 2월 15일 주식 상장폐지
- 2008년 2월 21일 주식 교환으로 반다이 남코 홀딩스의 완전 자회사가 됨.
- 2008년 12월 8일 본사를 도쿄 도 시나가와 구 히가시시나가와 4-12-4 시나가와 씨 사이드 타워(22층, 23층)으로 이전.

## 주요 레이블
- HONNEAMISE (오네아미스)

반다이 그룹(현 반다이 남코 그룹)이 처음으로 제작한 애니메이션 영화 《왕립우주군 오네아미스의 날개》의 무대가 된 왕국의 이름.
영화처럼 도전 정신을 잊지 않고 항상 질 높은 작품을 세계에 제공하고 싶다는 뜻으로, 해외용 상품의 신 레이블로서 2006년 4월부터 사용.
2007년 2월부터는 차세대 디스크 상품의 레이블로 일본 국내외 통합하여 사용.
- EMOTION (이모션)

영상 작품의 기획 개발, 원작 저작물의 기획 개발 및 텍스트계 컨텐츠의 기획·출판·판매, 음악 저작물의 관리·운용을 실시하는 반다이 비주얼의 자회사명.
- BANDAI VISUAL (반다이 비주얼)

구 레이블
- BANDAI (반다이)
- EMOTION DIGITAL SOFTWARE(이모션 디지털 소프트웨어, 주로 게임 소프트)
- BANDAI HOME VIDEO(반다이 홈 비디오)
- BANDAI VIDEO NETWORK(반다이 비디오 네트워크, 주로 디즈니 작품)
- C.MOON(시·문)
- HALF-MOON(하프 문, 18세 이상의 어덜트용)

## 제작·판매 작품

### 애니메이션·전대물
- 아케이드 게이머 후부키
- 오! 나의 여신님（TV시리즈 한정, 발매처는 TBS）
- 아이카 시리즈
- 아이돌 마스터 제노그라시아
- IGPX
- 아이실드 21(DVD 판매（셀DVD）한정.렌탈판은 마베라스 엔터테인먼트에서 발매)
- 청의 6호
- 아카네 매니악스(마지막 장만, 1장과 2장은 미디어 팩토리에서 발매）
- AKIRA
- 모레의 방향(발매처는 TBS)
- 아스트로 구단
- 아따맘마(발매처는 신에이 동화)
- 선녀전설 세레스 (발매처는 소학관)
- 아유마유 극장
- 이노센트 비너스
- I・R・I・A ZEIRAM THE ANIMATION
- 우타∽카타
- 위치 헌터 로빈
- 우주해적 미토의 대모험 시리즈
- 우주전함 야마토 시리즈
- 우주의 전사
- 바다의 어둠, 달의 그림자
- 울트라 시리즈(일부 발매처는 츠부라야 프로덕션)
- 에이스를 노려라! 시리즈 (애니메이션 판 한정)
- 에덴즈 보위(발매처는 소니 PCL)
- AD.POLICE
- 왕립우주군 오네아미스의 날개
- 옛날 이야기 천사의 꼬리
- 오니마루 ONIMARU
- 오네가이 티처
- 오네가이 트윈즈
- 황금용자 골드런(DVD-BOX 판매한정）
- 오버맨 킹게이너
- 카드캡터 사쿠라(DVD-BOX는 제네온 엔터테인먼트에서 발매)
- 쾌수 부스카
- 괴도 세인트 테일(DVD-BOX 판매한정. 제작은 도쿄 무비 및 폴리그램）
- 카우보이 비밥
- 학원특수 히카루온
- 격투미신 무룡(格闘美神 武龍)
- 가사라키
- 카시마시~Girl Meets Girl~
- 바람부는 대로 츠키카게 란
- 가면라이더 ZO
- 가면라이더 J
- 가로 -GARO-
- 건퍼레이드 오케스트라
- GEAR전사 덴오
- 귀공자 엔마
- 기신대전 기간틱 포뮬러
- 상처를 쫓는 자
- 키스덤 -ENGAGE planet-
- 그대가 바라는 영원(OVA 한정. TV판은 미디어 팩토리에서 발매)
- 키미키스 -pure ruge-
- 키라메키 프로젝트
- 기동결찰 패트레이버 시리즈(발매처는 토호쿠신샤)
- 기동전사 건담 시리즈
- 갤럭시 엔젤
- 갤럭시 엔젤룬
- 개그만화 보기 좋은 날
- 광란가족일기
- 강식장갑 가이버(OVA)
- 은하표류 파이팜
- 굿모닝 아르테아
- 클러스터 엣지
- 클램프 학원 탐정단
- 짱구는 못말려 (발매처는 신에이 애니메이션)
- 흑신-THE ANIMETION-
- 케로로 중사(TV시리즈 한정. 극장판 시리즈 발매처는 카도카와 쇼텐)
- 핸드폰 수사관7
- 게이트 키퍼즈(발매처는 카도카와 쇼텐,《21》의 판매처는 포니 캐니언
- 코드기어스 반역의 를르슈시리즈
- 공각기동대 -GHOST IN THE SHELL-
- 공각기동대 STAND ALONE COMPLEX
- 공각기동대 S.A.C. 2nd GIG
- 교향시편 유레카 세븐
- 극락! 모에모에 스테이션
- 조상님 만만세!
- 여기는 잘나가는 파출소(TV시리즈 한정. 극장판 시리즈는 후지테레비 발매, 포니캐니언 판매)
- 아이들의 시간
- 고르고13
- 빅오
- 사쿠라대전(제 1기, 2기 OVA 및 TV시리즈 한정,《활동사진》은 세가발매, 킹레코드 판매. 그 이후는 세가 발매, 포니 캐니언 판매)
- CB 캐릭터 나가이고 월드
- 진샤프트
- 사후편지
- 사춘기 미소녀 합체로보 지마인
- 시문
- 질풍! 아이언리거
- 샤머닉 프린세스
- 중전기 엘가임
- 쥬베이짱 러브리 안대의 비밀(2기는 킹레코드에서 발매)
- 출동! 머신로보 레스큐
- 진 가면라이더 서장
- 진 겟타로보
- 신 겟타로보
- 인랑
- 심포니 꿈 이야기(シンフォニー 夢・物語)
- 슈퍼로봇대전 ORIGINAL GENERATION THE ANIMATION
- 슈퍼로봇대전OG -디바인 워즈-
- 좋아하는 것은 좋으니까 어쩔 수 없어!
- 스트라토스 포
- 스트레인저 무황인담
- 스페이스 어드벤처 코브라
- 스모모모모모모 ~지상최강의 신부~
- 슬레이어즈 시리즈 (TV시리즈 1기・극장판 1～4기・OVA2시리즈 한정(그 이외의 다른 것들은 킹레코드 판매, 발매처는 카도카와 쇼텐)
- 성계의 문장
- 성계의 전기
- 성전사 단바인
- 생물혜성 WoO (발매처는 NHK 엔터프라이즈
- 성방무협 아웃로스타
- 성방천사 엔젤링스
- 세계명작극장 시리즈 (알프스 소녀 하이디 및 플랜더스의 개~포르피의 기나긴 여행까지)
- 성 미카엘 학원 표류기
- 세인트 세이야(TV시리즈 DVD-BOX・1권 OVA・극장판 5번째 작품 한정. 그 이외의 것들은 토에이 및 토에이 비디오에서 발매·판매）
- 전국무사열전 폭풍동자 필살맨
- 세이버 마리오넷 시리즈(〈J〉이후 발매처는 카도카와 쇼텐）
- 절대 소년
- 센티멘탈 져니
- 전투요정 유키카제
- 제가페인
- 장갑기병 보톰즈 시리즈
- sola
- 우주를 달리는 소녀
- 타이드 라인 블루
- 체포하겠어 시리즈(애니메이션판 한정. 발행처는 코단샤 및 TBS)
- 태양의 용자 파이버드(DVD-BOX 판매 한정)
- 더티페어 플래쉬(〈2 〉이후의 발매처는 VAP)
- 택티컬 로어
- 달로스
- 초수기신 단쿠가(양품 한정. 구 파이어니어 LDC와 함께 릴리즈）
- 츠바사 크로니클(DVD 판매한정. 제작은 비 트레인）
- 테일즈 오브 디 어비스
- 디지몬 어드벤처 (TV시리즈 DVD-BOX 한정）
- 테니스의 왕자(극장 애니메이션판의 발매처 및 실사 영화판의 판매처는 마츠타케, OVA판의 말매처는 테니스의 왕자님 프로젝트(슈에이샤 주도), 실사 영화판의 발매처는 마베라스 엔터테인먼트)
- 데빌맨(OVA시리즈 한정. 초기 데빌 시리즈는 토에이 및 토에이 비디오에서 발매)
- 천공전기 슈라토
- 천공의 에스카플로네
- 전설의 용자 다간(DVD-BOX 판매 한정)
- 천상편 우주황자
- 전뇌코일
- 트루 티어즈
- 톱을 노려라!시리즈
- 닷 핵 사인
- 닷 핵 황혼의 팔찌 전설
- 닷 핵 루츠
- 드래곤 퀘스트
- 트왈라이트 Q 시리즈
- 나키노류
- 패왕대계 류나이트
- 머나먼 시공 속에서-팔엽초-
- 막말기관설 이로하니호헤토
- 판다-Z THE ROBONIMATION
- 삐에로 마법 소녀 시리즈
- 미소녀전사 세일러문
- 공주님 조심
- 빙쵸탄
- 피규어 17 츠바사&히카루
- 신비한 별의 쌍둥이 공주
- 신비한 별의 쌍둥이 공주 꼬옥!
- 환상게임 시리즈 (OVA시리즈의 발매처는 소학관)
- 블랙잭

실사판과 OVA는 VIII ~ X까지만.
OVA판의 I ~ VII는 콜롬비아 엔터테인먼트 TV 애니메이션판은 에이벡스, 극장판 애니메이션은 마츠타케,
TV드라마 스페셜판은 킹 레코드 및 TBS 발매
현재, OVA시리즈 판매처와 발매처는 아키타 쇼텐
OVA의 DVD판은 극장 애니메이션의 DVD판과 마찬가지로 제네온 엔터테인먼트
- 플라네테스
- FREEDOM-PROJECT
- 브리가둔 마린과 메란
- 브레인파워드
- 부스카! 부스카!
- 바디잭 즐거운 유체이탈
- 포테마요
- 불꽃의 알펜로제 쥬디와 랜디
- 불꽃의 라비린스
- 포포탄
- 마이히메
- 마이 오토메
- 마크로스 시리즈
- 초인 로크
- 마법기사 레이어스
- 마징카이저
- 마수인 데몬헌터
- 마장기신 사이버 스타
- 마법소녀 고양이 타루토
- 전설의 마법 쿠루쿠루
- 전설의 마법 쿠루쿠루 2
- 마법을 쓰고 싶어!
- 요술공주 밍키
- 마룡전기 시리즈
- 만다라야의 료타
- 미스터 맛짱
- 미도리의 나날
- 무적초인 잠보트 3
- 무적강인 다이탄 3
- 무한의 리바이어스
- 멀티랜서 The Animation
- 망량전기 마다라
- 모에땅
- 용자 라이딘
- 새벽녘 전보다 유리색인 Crescent Love (발매처는 TBS)
- 뽀빠이 삼국지 (横山光輝 三国志)
- 부활하는 하늘 -Rescue Wings-
- LOVELESS
- 린의 날개
- 역왕 리키오
- 레릭아머 레가시암
- 로도스도 전기 영웅기사전 (발매처는 카도카와 쇼텐)
- 육문천외 몬코레 나이트 (발매처는 카도카와 쇼텐)

### 영화·TV
- 붉은 안경
- 언젠가 쨍하게 해뜰 날
- 빼앗긴 심장
- NHK 스페셜 생명 ~ 40억년은 아득한 여행
- 오피스 키타노 영화 시리즈
- 너의 손이 속삭이고 있어
- 망상 특촬 시대극 사일런트 뫼비우스 외전 막말암부시말기
- 켈베로스 지옥의 번견
- 코조 모노가타리 지상에 내려온 천사
- 여우령
- 스트로베리 타임스 시리즈
- 제이람 시리즈
- 하늘이 이렇게 푸를리가 없어
- 아무도 모른다
- 동정 이야기 시리즈
- 돈 마츠고로의 대모험 이야기
- 바보자식! 시리즈
- 표류교실
- 프리터
- 물 이야기
- 초록의 거리
- 모두 하고 있습니까?!
- 무문제 시리즈
- 모모이로 탐정단 시리즈
- 야반도주 본점 시리즈
- 아버지와 살 수 있다면
- 카미야 에츠코의 청춘
- 심호흡의 필요
- 졸업
- 뱀딸기
- 유레루
- 스크랩 헤븐
- 첫사랑
- 호텔 하이비스커스
- 독립 소년 합창단
- M/OTHER
- 백치
- 수자쿠
- 망국 이지스
- 야지기타도츄 테레스코

### 주요 영상 저작권
- 러브라이브 2기
- 취성의 가르간티아
- 카니발
- 팔견전
- 러브라이브
- 갓이터
- 갱스터
- 코멧 루시퍼
- 러브라이브 더 스쿨 아이돌 무비-극장판

## 같이 보기
- 란티스